# Sylvie Hubac
Sylvie Hubac, född 1956, var representant för den franska medfursten i Andorra 2012–2015. 	